# Pyrsarcha hypsicrates
Pyrsarcha hypsicrates är en fjärilsart som beskrevs av Edward Meyrick 1932. Pyrsarcha hypsicrates ingår i släktet Pyrsarcha och familjen vecklare. Inga underarter finns listade i Catalogue of Life.